# Дубовой, Сергей Михайлович
Сергей Михайлович Дубовой (род. 8 октября 1952 года; с. Балаклея, Смелянский р-н,  Киевская обл., УССР, СССР) — российский политик, общественный деятель, председатель Мурманской областной думы.

## Биография
В 1975 году окончил Каспийское высшее военно-морское Краснознамённое училище имени С. М. Кирова. Служил на Краснознаменном Северном флоте (Видяево).
В 1989 году окончил Военно-Морскую академию имени А. А. Гречко. В 2003 году окончил Санкт-Петербургский институт управления и экономики по специальности «Государственное и муниципальное управление».
В 2013 году окончил негосударственное образовательное учреждение высшего профессионального образования «Институт Мировой экономики и информатизации» по специальности «юриспруденция».

## Награды
- Орден «За военные заслуги»[3].
- Орден Дружбы (2025)[4].
- Медали «За 10,15,20 лет безупречной службы в ВС СССР»[3].
- Медаль «Георгий Жуков»[3].
- Юбилейные медали «70 лет ВС СССР», «60 лет ВС СССР»[3].
- Медаль «За отличие в военной службе», «За службу Отечеству»[3].
- Почётная грамота Мурманской областной Думы[3].
- Почётная грамота Губернатора Мурманской области[3].
- Почетная грамота Избирательной комиссии Мурманской области[3].